# Денг, Ньяль Ньяль
Ньяль Денг Ньяль (динка Nhial Deng Nhial, род. 1 января 1952) — южносуданский политик, член Народной армии освобождения Судана. В 2005 году был назначен министром иностранных дел Салва Кииром. 10 июля 2011 года начал занимать должность министра обороны. До этого он также работал по делам ветеранов с 22 декабря 2008 года по 9 июля 2011 года.

## Биография
Родился 1 января 1952 года в районе Бахр-эль-Газаль в Южном Судане, динка по национальности. Его отцом был политик Уильям Денг Ньяль, который был убит перед аддис-абебским соглашением. Являлся активным членом Вооружённых сил Судана с 1983 года, как только они появились. Участвовал в обсуждении Найвашского соглашения 2005 года.

### Образование
Поступил в Хартумский университет и стал бакалавром. Свободно говорит на двух языках — английском и арабском.